# 카라사와 토시아키
카라사와 토시아키(唐沢寿明, 1963년 6월 3일 ~ )는 일본의 배우이다. 본명은 카라사와 키요시(唐沢潔)이며 도쿄도 다이토구에서 태어났다. 소속사는 켄온이다. 1995년 12월 15일에는 배우 야마구치 토모코와 결혼했다.

## 출연

### 드라마
- 카스가노 츠보네 (1989년) - 이나바 마사카츠 역
- 사랑이라는 이름으로 (1992년) - 타카즈키 켄고 역
- 여동생이여 (1994년) - 타카기 마사시 역
- 후루하타 닌자부로 제6화 (1996년) - 센도 켄키치 역
- 후루하타 닌자부로 사라진 후루하타 닌자부로 (1996년) - 센도 켄키치 역
- 맛있는 관계 (1996년) - 오다 케이지 역
- 총리라고 부르지마 (1997년)
- 러브 콤플렉스 (2000년) - 류자키 고우 역
- 토시이에와 마츠~카가 백만석 이야기~ (2002년) - 마에다 토시이에 역
- 하얀거탑 (2003년 ~ 2004년) - 자이젠 고로 역
- 공명의 갈림길 (2006년) - 마에다 토시이에 역
- 고바야카와 노부키의 사랑 (2006년) - 고바야카와 노부키 역
- 아케치 미츠히데 - 신에게 사랑받지 못한 남자 (2007년) - 아케치 미츠히데 역
- 갈릴레오 제1화 (2007년)
- 불모지대 (2009년 ~ 2010년) - 이키 다다시 역
- 길티 악마와 계약한 여자 (2010년 10월 ~ 12월, 칸사이 TV) - 도지마 키이치 역
- Strangers 6 (2012년 1월 ~ 5월, WOWOW) - 주연·카이토 역
- 히가시노 게이고 미스테리즈 제1화 〈안녕 코치〉 (2012년 7월 5일, 후지 TV) - 주연·이시가미 준이치 역
- 메이드 인 재팬 (2013년 1월 ~ 2월, NHK) - 주연·야하기 아츠시 역
- TAKE FIVE (2013년 4월 ~ 6월, TBS) - 주연·호무라 마사요시 역
- 루즈벨트 게임 (2014년 4월 ~ 6월, TBS) - 주연·호소카와 미츠루 역
- THE LAST COP/라스트 캅 (2015년 6월 19일, 닛폰 TV) - 주연·쿄고쿠 코스케 역
- 나폴레옹의 마을 (2015년 7월 ~ 9월, TBS) - 주연·아사이 에이지 역
- 몽타주 삼억 엔 사건 기담 (2016년 6월 25일 ~ 26일, 후지 TV) - 나루미 테츠야 역
- THE LAST COP/라스트 캅 (2016년 10월 ~ 12월, 닛폰 TV) - 주연·쿄고쿠 코스케 역

### 영화
- 너를 잊을 수 없어 (1995년)
- 웰컴 미스터 맥도날드 (1997년)
- 모두의 집 (2001년)
- 조소하는 이에몬 (2003년)
- 푸른 불꽃 (2003년)
- 캐산 (2004년)
- 우쵸텐 호텔 (2006년)
- 20세기 소년 제1장 (2008년)
- 20세기 소년 제2장: 마지막 희망 (2009년)
- 20세기 소년 마지막장: 우리의 여행 (2009년)